# Vida (альбом Шику Буарки)
Vida — студийный альбом бразильского автора-исполнителя Шику Буарки, выпущенный в 1980 году на лейбле Philips Records. Альбом содержит такие хиты как «Bastidores» и «Morena de Angola». Также в альбом вошли песни, написанные Буарки для фильмов: «Bye Bye, Brasil» из фильма «Прощай, Бразилия!» Карлуса Диегиса и «Eu Te Amo» из «Я люблю тебя» Арналду Жабора.

## Отзывы и признание
| Оценки критиков                   | Оценки критиков |
| Источник                          | Оценка          |
| --------------------------------- | --------------- |
| AllMusic                          | [ 1 ]           |
| The Encyclopedia of Popular Music | [ 2 ]           |

Алвару Недер из AllMusic написал: «Шику Буарки остаётся чрезвычайно чувствительным поэтом, рассказывая саги о потерянных жизнях женщин в разбросанных постелях („Vida“), описывая невероятную любовную связь моря и луны („Mar e Lua“), пытаясь убедить бывшего возлюбленного в конце страсти („Já Passou“) и подробно описывая артиста после выступления („Bastidores“). Но также остаётся захватывающим самбистом, консультирующим ревнивого парня в „Deixe a Menina“, открывающим двери воображения („Fantasia“) или прославляющим мрачное очарование „Morena de Angola“. Ещё один классический альбом Буарки, который обязательно должен быть у каждого».

## Список композиций
Слова и музыка всех песен Шику Буарки.
1. «Vida» — 3:20
2. «Mar e Lua» — 1:50
3. «Deixe a Menina» — 2:53
4. «Já Passou» — 1:50
5. «Bastidores» — 2:27
6. «Qualquer Canção» — 1:50
7. «Fantasia» — 4:30
8. «Eu Te Amo» (Шику Буарки, Антониу Карлос Жобин) — 4:55
9. «De Todas as Maneiras» — 1:50
10. «Morena de Angola» — 3:15
11. «Bye Bye Brasil» (Шику Буарки, Роберту Менескал) — 4:40
12. «Não Sonho Mais» — 3:45

## Участники записи
- Акустическая гитара — Артур Верокай, Шику Буарки, Октавиу Бурнье, Роберту Менескал
- Альт — Жералду Азеведу
- Аранжировка, дирижёр — Антониу Карлос Жобин, Фрэнсис Химе, Роберто Менескал
- Бас — Луис Алвес, Луизан, Новелли
- Барабаны — Элбер Бедак, Паулинью Брага
- Продюсер — Сержиу ди Карвалью
- Сведение — Луижи Оффер, Сержиу ди Карвалью
- Труба — Марсио Монтарройос, Маурилью
- Ударные — Шакал, Шику Батера
- Фортепиано — Антониу Карлос Жобин, Франсис Име
- Фортепиано, синтезатор — Хосе Роберто Бертрами